# Shooting star press

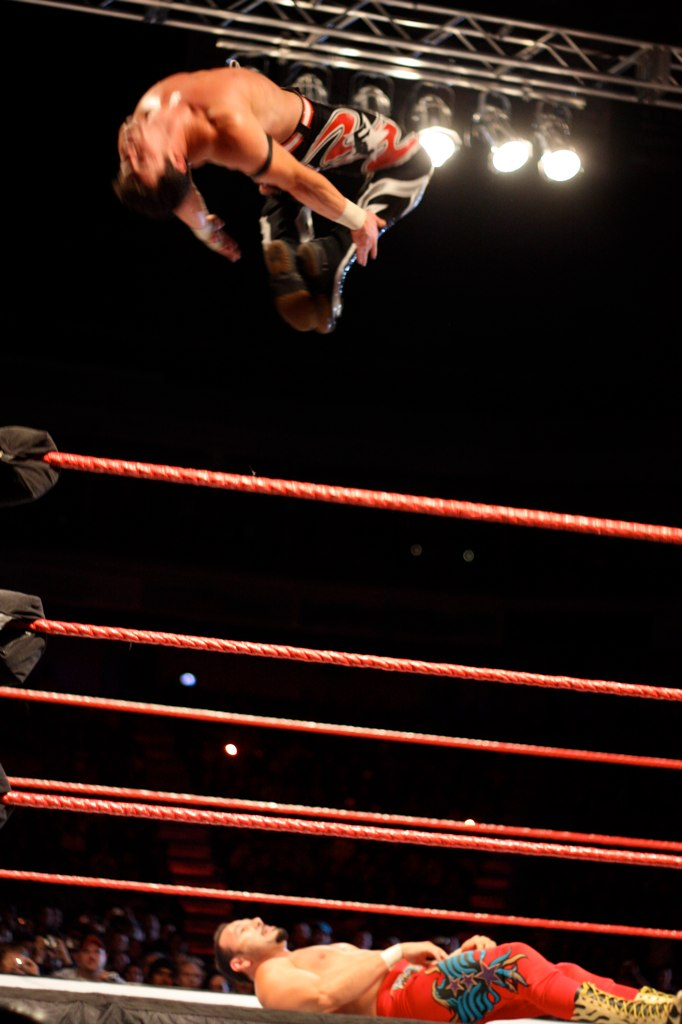
Evan Bourne effectuant son Shooting Star Press sur Chavo Guerrero lors d'un House Show au Canada en septembre 2009.

Le Shooting Star Press est une prise aérienne de catch. L'action voit l'attaquant sauter en avant, exécuter un salto arrière et tomber sur son adversaire dans différentes positions.
Cette technique est considérée comme une manœuvre très dangereuse pour l'exécuteur et le récepteur. En effet, si un catcheur est incapable de faire la rotation complète, ou s'il tombe incorrectement sur l'adversaire, cela peut causer de graves blessures.
Avec toutes ces blessures, les fédérations ont quelquefois banni cette manœuvre. La WWE a officiellement banni cette prise à cause de l'accident de Brock Lesnar à Wrestlmania 19 bien que certains catcheurs l'utilisent comme Evan Bourne sous le nom de Air Bourne,.

## Shooting Star Press Splash
Le shooting star press splash a été inventé par Jushin Liger après avoir vu le mouvement similaire dans le manga Ken le Survivant. Pour exécuter un shooting star press standard, l'attaquant doit d'abord sauter à partir d'une hauteur élevée. L'action voit l'attaquant sauter en avant, rentrer ses genoux dans sa poitrine, exécuter un salto-arrière et tomber sur son adversaire dans une position de splash. Le catcheur de la TNA A.J. Styles, en fait sa prise de finition sous le nom de Shooting Styles Press.

### Variantes

#### Corkscrew Shooting Star Press Splash
Pour exécuter un Corkscrew shooting star press, l'attaquant doit d'abord sauter à partir d'une hauteur élevée. L'action voit l'attaquant sauter en avant, rentre ses genoux dans sa poitrine, exécute un salto-arrière en tournant sur lui-même et tombe sur son adversaire dans une position de Splash. C'est la prise de finition de Pac qu'il surnomme The Black Arrow

#### Standing shooting star press splash
Le Standing shooting star press splash a été inventé par Jushin Liger après avoir vu le mouvement similaire dans le manga Ken le Survivant. À l'inverse du Shooting Star Press, l'attaquant ne monte pas sur une hauteur élevée. L'action voit l'attaquant debout sur le ring et pas sur le turnbuckle qui saute en avant, rentre ses genoux dans sa poitrine, exécute un salto-arrière et tombe sur son adversaire dans une position de splash. Seth Rollins , Matt Sydal  utilisent cette technique sans rentrer ses genoux dans leurs poitrines.

#### Standing Corkscrew Shooting Star Press
Pour exécuter un Standing Corkscrew shooting star press, à l'inverse du Corkscrew l'attaquant ne saute pas d'une hauteur élevée. L'action voit l'attaquant debout sur le ring, et non sur le poteau au coin du ring, sauter en avant, rentrer ses genoux dans sa poitrine, exécuter un salto-arrière en tournant sur lui-même et tomber sur son adversaire dans une position de Splash. C'est l'une des prises favorites de Jack Evans.

#### Springboard shooting star press
Pour exécuter un Springboard shooting star press, l'attaquant saute sur la 3e corde prend son élan rebondit tout comme un springboard. Puis effectue un shooting star press sur un adversaire debout ou allongé.

## Shooting Star Press Senton
Le shooting star press senton a été inventé par Yoshitune Shura. La prise est comme le Shooting star press Splash. Pour exécuter un shooting star press Senton, l'attaquant doit d'abord sauter en avant à partir d'une hauteur élevée, rentrer ses genoux dans sa poitrine, exécuter un salto-arrière et tomber sur son adversaire dans une position de Senton.

## Shooting Star Press Leg Drop
Pour exécuter un shooting star press leg drop, l'attaquant doit d'abord sauter à partir d'une hauteur élevée. L'action voit l'attaquant sauter en avant, rentrer ses genoux dans sa poitrine, exécuter un salto-arrière et tomber sur son adversaire dans une position de Leg Drop.C'est la prise de finition de Flip Casanova.

## Shooting Star Headbutt
L'attaquant monte sur un des poteaux au coin du ring exécute un shooting star mais le transforme en diving headbutt.

## Shooting star double foot stomp
L'attaquant se met debout sur le poteau puis exécute un shooting star press mais, au lieu d'atterrir en splash, il atterrit avec ses deux pieds sur l'adversaire.